# Dimeo van der Horst
Dimeo van der Horst (Amsterdam, 23 giugno 1991) è un cestista olandese.

## Vita privata
Dal 2024 è sposato con Kamilė Nacickaitė, anch'essa cestista.

## Palmarès
- Campionato olandese: 2

Amsterdam: 2007-08, 2008-09